# Personalisme
 Der er for få eller ingen kildehenvisninger i denne artikel, hvilket er et problem. Du kan hjælpe ved at angive troværdige kilder til de påstande, som fremføres i artiklen.

Personalisme er en filosofisk retning, som betragter mennesker som relationelle personer, der har brug for et tæt samspil med deres medmennesker for at trives og udvikle deres potentiale. Personalisme betragter endvidere mennesket som engageret, uendelig værdifuldt og med en værdighed, der aldrig kan relativiseres eller formindskes.

## Personalismens principper
Personalismen har fire hovedprincipper i sin forståelse af mennesket:
1. Mennesket er relationelt
2. Mennesket er værdigt
3. Mennesket er engageret
4. Mennesket er natur og ånd

De fire principper uddybet:

### Mennesket er relationelt
Personalismen betoner mødet mellem de enkelte individer i fællesskabet. Som mennesker svæver vi ikke frit i luften uafhængigt af hinanden, men indgår i utallige netværk og relationer, hele tiden og hver eneste dag. Hele vores liv er kendetegnet af relationer. Vi betegner meget sigende hinanden med relationelle udtryk: mor, far, bror, søster, bedsteforældre, kollega, nabo, makker, partner, fjende og ven.
Det er igennem disse relationer, vores personlighed bliver dannet, og det er i disse relationer, vi lever vores liv. Når personalismen betoner relationerne så stærkt, er det i erkendelse af, at vi nok er unikke individer, men på samme tid er vi – i en positiv forståelse – bundet til hinanden.
Hvis vores relationer modsat blot bliver midler til at nå vores mål, så får vi det, den jødiske filosof Martin Buber (1878-1965) kalder et ”jeg-det”-forhold til andre mennesker i stedet for en ”jeg-du”-relation. De negative konsekvenser ligger lige for: Når vi betragter mennesker som noget andet og mindre end personer (klienter, kunder, konkurrenter) o.l.), bliver det lettere for os at træffe beslutninger og valg, der får negative konsekvenser for de pågældendes liv.
I den personalistiske filosofi udfolder mennesket sin frihed, sit engagement og sit ansvar igennem relationer og fællesskab med medmennesket. Mennesket antages at være det, den franske filosof Gabriel Marcel (1889-1973) kalder disponibelt over for hinanden. Vi er væsner, der er disponerede til at ville, søge og indgå i relation med andre.
Den russiske personalist Nicolai Berdyaev (1874-1948) taler om, at personligheden, i sit væsen og natur, forudsætter en anden person. Denne opfattelse distancerer personalismen fra individualismen, hvor medmennesket – i bedste fald – bliver noget, vi kan vælge til eller fra, som det passer os.
Individualismen begår ifølge personalismen den fejl, at den opererer med et frihedsbegreb i et relationelt tomrum. Hvis vi opfatter frihed som et personligt privilegium, står vi i fare for at begrænse andre menneskers frihed gennem vores individuelle valg. Kun når vi udfolder vores frihed i respekt for og i relation til vores medmennesker, kan vi opnå en egentlig frihed, der gælder for alle mennesker.
Personalismens menneskesyn og stærke betoning af relationer medfører, at mister et menneske sine medmennesker – hvis medmennesket bliver en fremmed, en uvedkommende – så vil det fremmedgøre mennesket fra sig selv. Det skyldes, at dette menneskes identitet og udfoldelsesmuligheder lå i relationen til, engagementet i og samværet med medmennesket.
Den personalistiske kamp mod fremmedgørelse bliver dermed en kamp mod relationers og fællesskabers distancering og opløsning. Hvis det medmenneske, jeg udviklede min identitet i relation til, forsvinder, vil en del af mig selv uundgåeligt også forsvinde. Vi bliver fremmedgjorte overfor os selv, hvis vores næste bliver en fremmed (latin: alienus) eller vores medmenneske er blevet en uvedkommende trussel, en alien. Meget sigende betyder "aliéné" sindssyg på fransk: Vores sind er så forbundet med andre, at det bliver sygt, hvis den anden bliver fremmed.
Når relationer svækkes eller perverteres, mister personen sig selv, og i næste omgang bliver personen også fremmed overfor sig selv, fremmedgjort. Sat på spidsen kan man sige, at mennesket kun eksisterer i det omfang, det eksisterer for sit medmenneske, eller ligefrem: ”Amo, ergo sum” (jeg elsker, derfor er jeg). En sætning, man finder hos personalisterne Max Scheler (1874-1928) og Karol Wojtyla (1920-2005).

### Mennesket er værdigt
Personalismen ser mennesker som unikke personer, som har en frihed og en værdighed, der aldrig må krænkes, og som samtidigt er forbundet til og engageret i fællesskaber - eller broderskaber, som FNs menneskerettigheder kalder det:
”Alle mennesker er født frie og lige i værdighed og rettigheder. De er udstyret med fornuft og samvittighed, og de bør handle mod hverandre i en broderskabets ånd” (artikel 1).
At der er stor overensstemmelse mellem menneskesynet i FNs menneskerettighedserklæring og personalismen er ikke måde tilfældigt. Den franske personalist og filosof Jaques Maratain (1882-1973) var en af hovedkræfterne bag arbejdet med at formulere denne grundlæggende erklæring om mennesket og dets rettigheder.
Senere blev disse rettigheder og det personalistiske menneskesyn udgangspunktet for den amerikanske borgerrettighedsforkæmper Martin Luther King (1929-1968). Han var først teoretisk optaget af personalisme, da han skrev en Ph.d. om personalisme på Boston Universitet, og senere satte han handling bag ordene i sin kamp for borgerrettigheder i USA.
Også en anden frihedskæmper, den sydafrikanske ærkebiskop Desmond Tutu (f. 1931), er dybt præget af personalismen i sin kamp mod apartheid. Han knytter ikke mindst til ved det afrikanske begreb ubuntu, som han oversætter: "En person er en person gennem andre personer."
I personalismen er systemer og institutioner altid kun midler, der skal tjene mennesket som mål. Systemer skal fremme personers unikke frihed og værdighed. Men systemer – hvad enten det er tankesystemer, samfundssystemer eller styringssystemer – kan vokse sig totalitære. Den russiske personalist Nicolai Berdyaev (1874-1948) mente, at alle institutioner er i konstant fare for at ende i vildskud og misbrug. Det skyldes primært den mentale proces, han kalder objektivering. Mennesket som subjekt foranstalter begreber, forordninger og institutioner for at tjene menneskets liv, men disse får deres eget liv, bliver objektiveret, og ender med at kræve, at mennesket underkaster sig og tjener dem. Det eneste middel mod disse tendenser er, hvad Berdyaev kalder en personalistisk ”transvaluation” af værdier; samfundets værdier skal være gennemsyret af personalisme. Der ligger derfor i personalismen en systemkritik, et kritisk syn på den bestående orden.

### Mennesket er engageret
Mennesket former og udfolder ifølge den personalistiske filosofi sin personlighed igennem de valg, det træffer, og de handlinger, det udfører i livet. Hver gang vi vælger, udvikler vi en bestemt del af vores personlighed på bekostning af andre valgmuligheder, og dermed bliver vi til de mennesker, vi nu engang er – eller de mennesker, vi vælger at være.
Kultur, opdragelse og miljø spiller naturligvis også en stor rolle, men gennem vores handlinger og vores valg former vi på en helt særlig måde vores personlighed – vi bliver unikke mennesker og personligheder. Og når vi handler, bliver vi ansvarlige mennesker, der står til ansvar for vores handlinger over for vores medmennesker, der direkte eller indirekte bliver påvirket af vores valg.
En af personalismens hovedfigurer, den franske filosof Emmanuel Mounier (1905-1950), var samtidig med Jean-Paul Sartre (1905-1980) og havde mange diskussioner med eksistentialisterne. Personalismen er en form for eksistensfilosofi, der tager udgangspunkt i det faktum, at jeg er til her og nu, og at jeg er en del af en verden, som jeg nødvendigvis må engagere mig i.
Hos Jean-Paul Sartre skabte dette grundlæggende livsvilkår en ulidelig følelse af kvalme – mennesket er kastet ind i verden, dømt til frihed og tvunget til at tage ansvar for egne handlinger. Mouniers grundfølelse er en helt anden. Trods menneskelivets sårbarhed og lidelse, som han på ingen måde er blind overfor, fylder livet ham med glæde, med følelsen af uudtømmelig rigdom. Målet for menneskelivet bliver at få del i den rigdom, at holde den levende og til stadighed erobre den. Personalismen ser altså livet og nødvendigheden af at handle som en mulighed, mens det for Sartre snarere er en forbandelse, som mennesket ikke kan undslippe.
Betoningen af relationen betyder, at det eksistentielle ansvar for personalisten ikke bliver uafhængigt og slet ikke på bekostning af medmennesket. At tage ansvar for min eksistens er netop at ”svare an” på de valg, den konfronterer mig med, og disse valg er altid relateret til medmennesket. Det personalistiske syn på eksistentiel realisering bliver derfor ikke på trods eller på bekostning af, men netop igennem og i kraft af medmennesket.
Dette er nogle af grundene til, at Mounier afviser eksistentialismen udformet af Sartre og mener, at den sande eksistentialistiske tradition er den, man finder hos personalisterne Nicolai Berdyaev, Martin Buber og Gabriel Marcel. Personalismens fortalere beklager derfor, at det var Sartres udgave, der fra og med 1950’erne blev hovedeksponenten for eksistentialismen.
Et samfund fungerer godt, hvis medborgerne er handlende, ansvarsbevidste, engagerede, kreative og initiativrige. Derfor lægger personalismen vægt på mindre fællesskaber, hvor mennesker har stor indflydelse på deres egen tilværelse, og på at beslutninger bliver truffet så tæt på borgerne som muligt. Det er også positivt, hvis civilsamfundet og den frivillige, uegennyttige indsats blomster.  
Personalister er ofte optaget af at udvikle demokratiet. I lighed med Hal Koch (1904-1963) mener personalismen, at det grundlæggende i demokratiet er samtalen med andre mennesker. Demokrati er ikke først og fremmest flertalsafgørelser, men en livsform, en måde at tænke på og forholde sig til andre på.
Medbestemmelsen og engagementet må i personalismens optik styrkes og beskyttes ved, at mennesker i så høj grad som muligt får medbestemmelse for deres eget liv. Derfor er der brug for at begrænse systemernes upersonlige magt, uanset om det så er markedet, statslige institutioner eller multinationale virksomheder.

### Mennesket er natur og ånd
Et kendetegn ved personalismen er, at det er et menneskesyn, der forsøger at indfange mennesket som værende både natur og ånd. De personalistiske tænkere fremfører, at mennesket er natur, i opposition til en filosofisk idealisme, der fornægter menneskets natur. Mennesket er en del af den materielle verden og er forbundet med den og afhængig af den - og underlagt naturen. Og den fysiske verden er den virkelige verden og ikke en skinverden, som nogle former for religiøsitet har en tilbøjelighed til at opfatte den som.
Men fordi personalismen er vokset frem, samtidig med at et materialistisk menneskesyn brød igennem, er det især den anden side, der er blevet betonet: Mennesket er mere end natur, også et ”åndeligt væsen”.
Begrebet ”ånd” dækker i snæver betydning en religiøs forståelse af den egenskab hos mennesket, der bevirker, at det kan stå i forbindelse med en gud eller et højere væsen. Men det bruges oftest af personalister om det forhold, at ånden udfolder det særligt menneskelige og personlige ved at hæve sig over det dyriske. Vi kender denne brug af ordet fra begrebet åndsvidenskab, der står i modsætning til naturvidenskab. Et ”åndeligt væsen” er altså ikke nødvendigvis det samme som et ”religiøst væsen” – det er noget mere grundlæggende: et væsen, der hæver sig over det ”umenneskelige”.
Når personalismen taler om, at mennesket er et ”åndsvæsen”, så betyder det, at mennesker, som delvist er underlagt naturen, kan hæve sig over naturen – opføre sig som kultiverede åndsmennesker: personer. De ideologier, der reducerer mennesket til udelukkende at være et stykke natur, begår i personalisternes optik den skæbnesvangre fejl, at de afpersonaliserer mennesket.
Den russiske personalist Nikolai Berdyaev (1874-1948) taler om en menneskelig dualisme mellem ånd og natur. Ånden er en fri og integrerende aktivitet i (potentielt) alle mennesker. Ånden har ret til total frihed og er grundlaget for den menneskelige person, men ånden er også uundgåeligt i konflikt med naturen og de aspekter i menneskets væsen, der er bestemt af fysiske love. Dette menneskesyn forklarer Berdyaevs indignation i kampen for åndsfrihed og mod materialisme.
Når mennesker i den vestlige verden i dag bliver gjort til mindre end personer, hænger det for personalisterne sammen med et materialistisk syn på verden. Hvis ikke vi også ses som åndsvæsener, bliver vi hurtigt reduceret til blot arbejdskraft og forbrugere. Vi lever under et totalitært system, der forsøger at bilde os ind, at lykken når vi frem til ved at forbruge.
En gængs forståelse af et kapitalistisk samfund er en fokusering på økonomisk vækst som en målestok for tilstanden i samfundet. Det er i sig selv en afpersonaliserende faktor, fordi de menneskelige værdier dermed bliver trængt i baggrunden. Og i personalistisk optik siger den derfor kun noget om, hvordan systemet har det, ikke de personer, der lever i det.

## Personalismens historie og kilder
Den personalistiske filosofi strækker sine rødder tilbage til antikken og udvikledes i sammenstødet mellem den antikke græske filosofi og den nye kristne tænkning i de første århundreder efter Kristus. Personbegrebet står, som så meget andet, i gæld til Aristoteles. Han slog fast, at mennesket er det eneste væsen med fornuft (logos). Dyrene er ellers identiske med mennesker, men de er áloga, ufornuftige.
Ordet person anvendes af Tertullian (155-230) i diskussionen om treenighedslæren og kom snart til at spille en hovedrolle i kirkens udvikling af læren om Kristus og forståelsen af treenigheden i 3. og 4. århundrede. Det fik også betydning for tankerne om den menneskelige person. Teologerne mente, at når mennesket var skabt i Guds billede, måtte det enkelte menneske også spejle Guds personlighedstræk – eller i det mindste have potentiale til at gøre det. Til at udvikle person-lighed.
I den romerske ret blev begrebet person en særlig kategori i den væsentlige distinktion mellem person og ting. Indførelsen af begrebet faldt sammen med ændringer i den romerske kultur og øget frihed i samfundet. Alle, som kunne møde i retten, var personer, og det fik betydning for deres status i øvrigt. Da den romerske ret fik en personlig struktur, blev alle mennesker betragtet som frie, undtagen slaverne. Den frie mand var person og havde personlighed. Som en naturlig følge fremkom en moralsk dimension; enhver person var også selvstændig, autonom og ansvarlig. Senere udvikling har tilføjet en psykologisk dimension: personen er det modne menneske.
Filosoffen Boethius (480-525) blev af vestgoternes kong Theoderik (454-526) sat til at definere, hvad et menneske er. Han kom frem til at: ”Persona est rationalis naturae individua substantia” - en person er en individuel substans af rationel natur.
Den første historiske forekomst af begrebet personalisme findes imidlertid hos den tyske filosof og teolog Schleiermacher (1768-1834), der i 1799 anvendte termen Personalismus i bogen "Reden über die Religion". Han betonede betydningen af det aktive personlige, herunder den religiøse følelse.
I 1800- og 1900-tallet bliver der dannet personalistiske skoler i forskellige lande. Rusland, Frankrig, Tyskland, Polen og USA er lande, som har en stærk personalistisk tradition og udvikler personalistisk filosofi i med- og modspil med andre livssyn som socialisme og liberalisme.
'Personalisme' som egentligt filosofisk begreb opstod i mellemkrigstiden blandt filosoffer fra bl.a. Rusland, Tyskland og Frankrig. Nogle af de tidlige personalister betonede menneskets frihed stærkt, mens andre var mere optaget af de nære sociale fællesskaber eller menneskets værdighed, som skulle sikres mod overgreb fra totalitære staters side. Der er dog nogle klare fællestræk imellem de forskellige forståelser af personalisme, fx forståelsen af mennesket som et relationelt væsen, dets værdighed og dets iboende evne til at skabe nyt og engagere sig.
Inspirationen bag personalismen kommer fra flere forskellige sider. Mange personalister har udviklet deres menneske- og samfundssyn ud fra en jødisk og/eller kristen inspiration. Men det gælder ikke alle; andre personalister har fundet inspiration i ren sekulær sociologi eller filosofi. Nogle personalister gennem tiderne har været jøder, andre kristne og andre igen har ikke haft nogen religiøs baggrund.  Personalismens kilder er altså en blanding af religiøse (jødisk-kristen) og alment filosofiske kilder. Personalismen som sådan er ikke en religiøs retning. Personalismen er kendetegnet ved en åbenhed for inspiration af både religiøs og ikke-religiøs art, ligesom personalismen har haft en ambition om at være relevant og forståelig for alle, uanset tro eller ikke-tro.
Personalismen har historisk set været vigtig inden for den katolske filosofi samt inden for den kristendemokratiske ideologi og filosofi. Personalismen har i nutiden mange varianter og udformninger. Personalismen er ikke en fasttømret ideologi med faste svar på politiske spørgsmål. Personalismen er nærmere en særlig måde at anskue mennesket og samfundet på, som til forskellige tider og i forskellige sammenhænge har fået forskellige udtryk, og som har inspireret både filosoffer, politikere og græsrødder fra forskellige dele af det politiske landskab.

## Personalisme i en dansk kontekst
Personalisme har ikke været videre kendt i den danske offentlighed før årtusindskiftet. De fleste store personalistiske udgivelser findes følgelig heller ikke oversat til nordiske sprog. Blandt undtagelserne er den ledende franske personalist Emmanuel Mounier, hvis bog "Personalismen" er oversat og udgivet af Det Danske Forlag i 1952. På dette tidspunkt rettede Dagbladet Information en del opmærksomhed mod personalismen. Den dialogiske personalisme trækker også på Martin Bubers filosofi om Jeg-Du og Jeg-Det, der er beskrevet i "Jeg og du", der ligeledes er udgivet på dansk. Professor Peter Kemp beskæftigede sig i 1970'erne med personalismens religiøse forudsætninger for personlighedens udvikling.
Efter år 2000 er personalismen relanceret i den danske debat, ført an af tænketanken Cura, der med Jonas Norgaard Mortensen som forfatter har udgivet "Det fælles bedste - Introduktion til personalismen" (2012), ”Det personlige samfund – personalisme i praksis” (2015) og ”Det relationelle menneske – personalisme i perspektiv” (2015).

## Centrale personalistiske tænkere
Vigtige personalistiske filosoffer og tænkere inspireret af personalismen er blandt andre:
- Martin Luther King
- Desmond Tutu
- Nikolai Berdyaev
- Martin Buber
- Emmanuel Levinas
- Gabriel Marcel
- Jacques Maritain
- Emmanuel Mounier
- Max Scheler
- Rowan Williams
- Karol Wojtyla
- Jonas Norgaard Mortensen

## Supplerende litteratur
- Jonas Norgaard Mortensen (2012): Det fælles bedste. Introduktion til personalismen. Forlaget Boedal / Vindelsti. ISBN 978-87-8962-690-1
- Karen Lumholt/Jonas Norgaard Mortensen (2015): Det personlige samfund. Personalisme i praksis. Forlaget Boedal / Vindelsti. ISBN 978-87-9314-504-7
- Karen Lumholt/Jonas Norgaard Mortensen (2015): Det relationelle menneske. Personalisme i perspektiv. Forlaget Boedal / Vindelsti. ISBN 978-87-9314-505-4
- Jan Olof Bengtsson (2006): The worldview of personalism: Origins and early development. ISBN 0-19-929719-3; ISBN 978-0-19-929719-1
- Thomas O. Bufford and Harold H. Oliver (2002): Personalism revisited: its proponents and critics. Editions Rodopi B.V.
- Rufus Burrow (1999): Personalism, a critical introduction. St. Louis: Chalice Press.